# Louis IV de Gonzague-Nevers
Pour les articles homonymes, voir Louis IV.
Pour les autres membres de la famille, voir Maison Gonzague.
Louis Gonzague, ou Ludovic Gonzague (Ludovico Gonzaga en italien), né le 18 septembre 1539, décédé le 23 octobre 1595, est un prince italien, un militaire et un homme politique français, fondateur de la maison de Gonzague-Nevers, qui fut duc de Nevers, comte puis duc de Rethel et prince de Mantoue.
Issu de la maison de Gonzague qui régna au XVIe siècle sur le duché de Mantoue, il fut envoyé très jeune à la cour de France pour être élevé avec les enfants de la famille royale des Valois. Compagnon d'enfance du roi François II, naturalisé français, marié à Henriette de Clèves — l'héritière du prestigieux duché de Nevers et du comté de Rethel —, conseiller politique du duc d'Anjou (futur Henri III), membre influent du conseil royal et à plusieurs reprises, chef de l'armée royale, il fut une personnalité française très importante de la période des guerres de religion.
Profondément catholique, il s'illustra à de nombreuses reprises en combattant les Réformés. Il contribua au massacre de la Saint-Barthélemy et encouragea toujours la monarchie à rester ferme contre les rebelles. Son hostilité pour les favoris du roi et pour les protestants le poussa à plusieurs reprises à prendre ses distances vis-à-vis d'Henri III. Mais profondément royaliste, il refusa d'adhérer à la Ligue. À l'avènement d'Henri IV, il demeure neutre pendant quelque temps avant de rallier son parti et de combattre pour lui.

## Biographie

### Élévation d'un prince italien à la cour de France
Il est né à Mantoue (Lombardie, Italie) le 18 septembre 1539. Il était le 3e fils de Frédéric II, duc de Mantoue et marquis de Montferrat, et de Marguerite Paléologue, elle-même fille et héritière de Guillaume IX de Montferrat.
À l'âge de dix ans, Louis est envoyé à la cour de France pour servir les intérêts de sa famille. Il est notamment chargé de la seigneurie de La Guerche appartenant à sa grand-mère maternelle, Anne d'Alençon. Il est affecté au service du dauphin et reçoit auprès de la famille royale une éducation princière. Combattant pour Henri II, il est fait prisonnier par les Espagnols à la bataille de Saint-Quentin et n'est libéré que contre une forte rançon. En 1558 il commande l'avant-garde lors du Siège de Thionville
En 1560, il obtient la naturalisation française. Il est alors le compagnon le plus intime du roi François II qu'il sert en tant que page. Il fut auprès de lui jusqu'à sa mort et a laissé à travers sa correspondance un compte rendu très détaillé de ses derniers jours, comme pour les derniers jours du roi Henri II.
Il se marie, le 4 mars 1565, avec Henriette de Clèves, duchesse de Nevers et comtesse de Rethel, dernière descendante de la Maison de Clèves. Il acquiert ainsi le titre de duc de Nevers par courtoisie et devient le cousin du futur roi Henri IV. Pour assoir sa prééminence dans la hiérarchie de la grande noblesse, ses  seigneuries de Senonches et Brezolles sont érigées par le roi en principauté, au titre de prince de Mantoue.

### Conseiller politique et militaire du duc d'Anjou

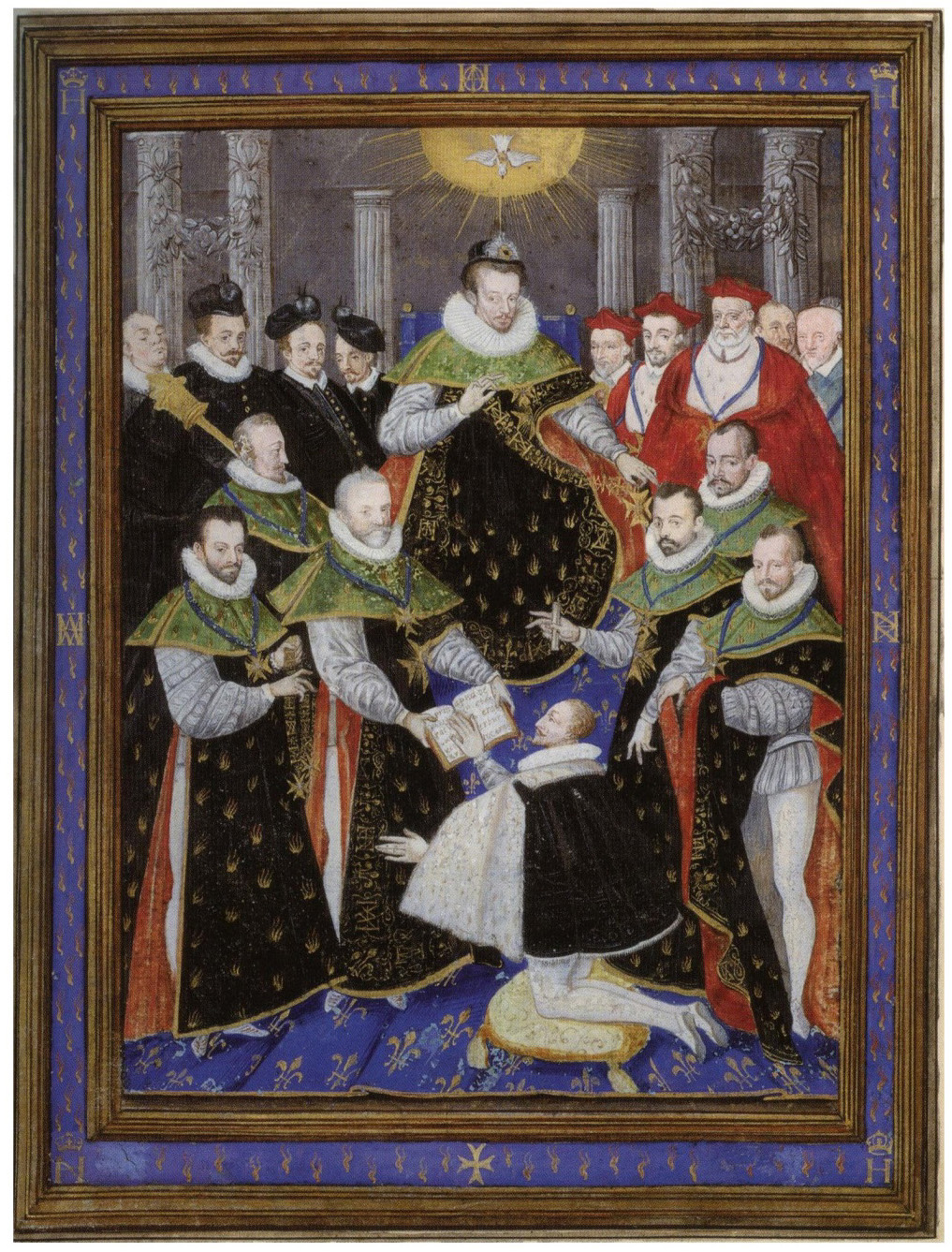
Louis recevant l'ordre du Saint-Esprit au pied du roi Henri III (roi de France).

Pendant les guerres de religion, il se fait remarquer aux côtés du duc d'Anjou, futur roi Henri III dont il se pose comme le mentor politique. Profondément dévot, il se présente comme un catholique opposé à la conciliation. Quelques mois avant le massacre de la Saint-Barthélemy, il écrit pour le gouvernement un rapport qui préconise l'élimination des chefs huguenots. Lui-même intervient personnellement dans les rues de Paris. Dès le matin du 24 août, il est envoyé par le roi pour empêcher les tueries et arrêter les pilleurs. Il sauve ainsi les protestants réfugiés à l'ambassade d'Angleterre.
À l'apogée de son influence politique en 1573, il s'illustre au siège de La Rochelle dont il tente de bloquer l'entrée côté mer. La même année, il suit le duc d'Anjou en Pologne, mais se fâche avec Bellegarde en faveur auprès du roi. Son influence semble décliner à l'avènement d'Henri III quand le roi de passage à Turin remet au duc de Savoie les dernières places fortes que détenaient les Français depuis les guerres d'Italie et que Nevers avait en charge en tant que gouverneur. Opposé à la politique étrangère du roi, hostile à l'égard des mignons, Nevers parvient à prendre ses distances vis-à-vis du roi tout en continuant d'être un pilier politique du régime.
En 1575, il est chargé d’aller enlever à Dreux le duc d’Alençon, frère cadet d’Henri III qui s’est échappé de Cour, mais échoue. En décembre 1578, il fait partie des premiers nobles de France nommés chevaliers de l'ordre du Saint-Esprit par Henri III. En 1581, le comté de Rethel est érigé en duché au bénéfice de Louis, époux de la comtesse en titre. Louis est fait pair de France.

### Les tentations de la Ligue
Durant les guerres de la Ligue, Nevers hésite par fidélité au roi à adhérer au mouvement ligueur. Accusé d'avoir médit du roi en présence du pape à Rome, il est contraint à une longue justification auprès du roi avant de rentrer en grâce (1585-1586). Il est alors envoyé combattre avec succès les Calvinistes en Poitou (1588). Au moment des barricades à Paris, il temporise prétextant une maladie et un voyage aux bains, refusant de se mêler aux Ligueurs et de montrer trop ostensiblement son soutien au roi Henri III. Repoussant catégoriquement toute tentative d'alliance avec les protestants, il quitte la cour après la réconciliation du roi avec Henri de Navarre.
À l'avènement d'Henri IV, il reste neutre en dépit des appels répétés par la Ligue à la rejoindre. Après avoir encouragé la candidature du cardinal de Vendôme au trône de France, il finit par se rallier au roi, qui le nomme ambassadeur extraordinaire près du Saint-Siège pour négocier sa réconciliation avec l'Église. Plus tard, il est envoyé en Picardie pour combattre le duc de Parme, gouverneur des Pays-Bas espagnols.
Peu de jours après la prise de Cambrai, Louis meurt à Nesle le 23 octobre 1595, âgé de 56 ans.
Sa veuve, Henriette, lui survit jusqu'en 1601. Son fils, Charles lui succède comme duc de Nevers et de Rethel et devient, en 1627, duc de Mantoue et de Montferrat.

### Mécénat

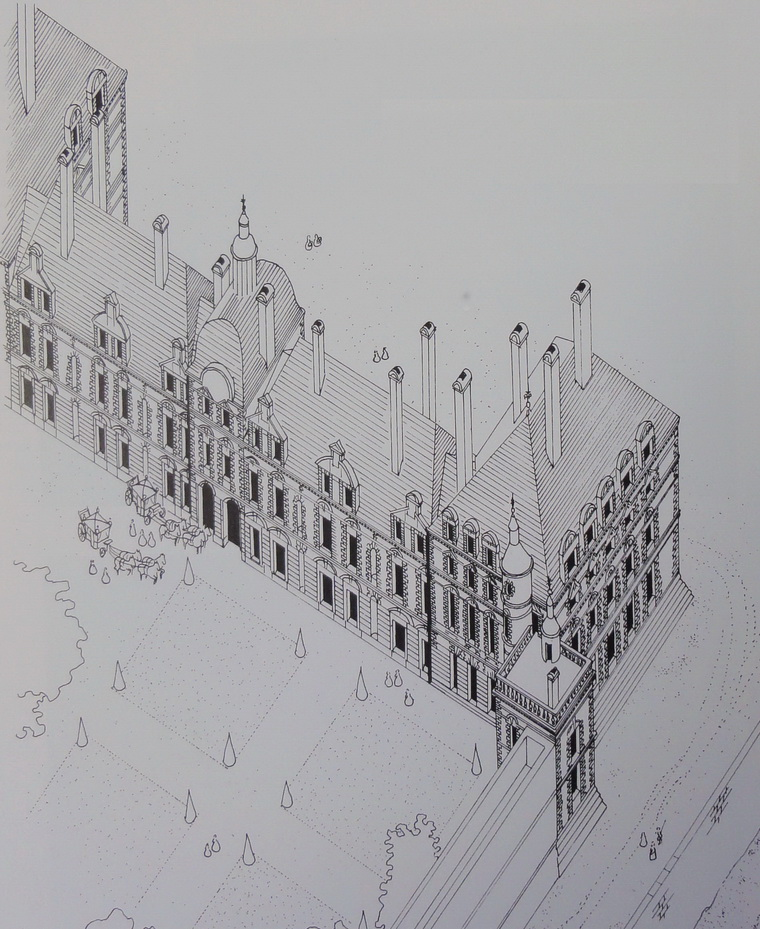
Hôtel de Nevers à Paris, rive gauche, bâtit à partir de 1580.

Nevers doit à Louis de Gonzague sa célèbre activité de faïencerie. Vers la fin du XVIe siècle, il fait venir d'Italie Augustin Conrade, potier d’Albissola, près de Savone, et ses frères, Baptiste et Dominique, et les installe au château du Marais à Gimouille. Leur réputation et leur réussite deviendront telles, que Nevers s'affirmera au XVIIe siècle comme capitale française de la faïence.

## Enfants
Louis et Henriette ont eu cinq enfants :
- Catherine (1568-1629) qui épouse en 1588 Henri Ierd'Orléans, duc de Longueville
- Henriette (1571-1600) qui épouse en 1599 Henri de Lorraine, duc de Mayenne et d'Aiguillon
- Frédéric (1573-1574)
- François (1576-1580)
- Charles (1580-1637), épouse Catherine de Lorraine, succèdera à ses parents à la tête des duchés de Nevers, de Rosoy et Rethel, puis deviendra duc de Mantoue et de Montferrat

### Bibliographie

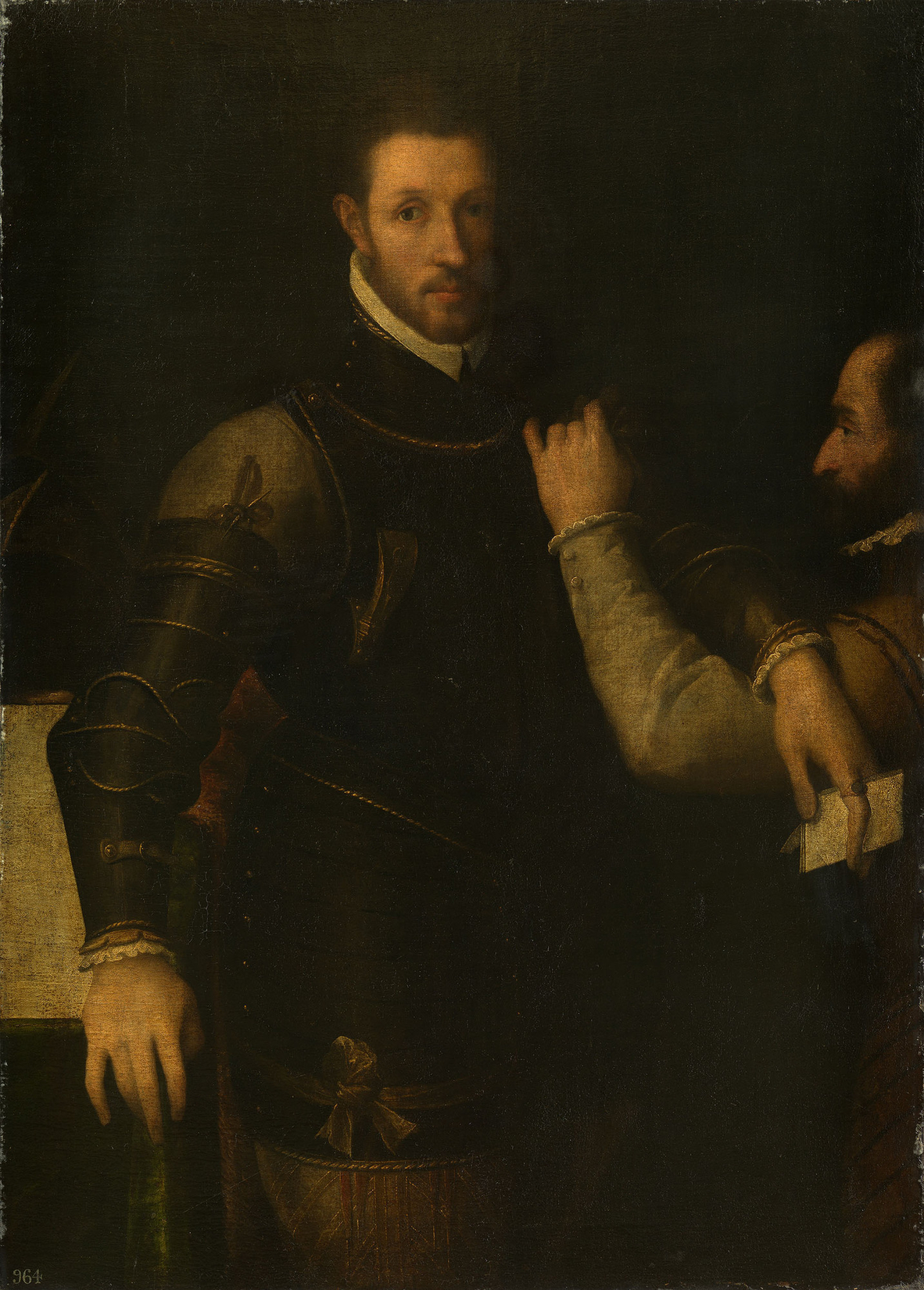
Louis Gonzague de Nevers et son serviteur, Royal Collection, XVIIe siècle.

## Iconographie
- Portrait de Louis de Gonzague avec un serviteur attribué à Sante Peranda et conservé dans la Royal collection